# Hjortstamia monomitica
Hjortstamia monomitica är en svampart som först beskrevs av Gordon Herriot Cunningham, och fick sitt nu gällande namn av Hjortstam & Ryvarden 2005. Hjortstamia monomitica ingår i släktet Hjortstamia och familjen Phanerochaetaceae.   Inga underarter finns listade i Catalogue of Life.